# Beenmanchet
Een beenmanchet is een opblaasbare manchet die om een been kan worden aangebracht om daarop druk uit te oefenen. Dit kan verschillende doelen hebben:
- in het kader van meting van bloeddruk in het been. Een dergelijke manchet is breder en langer dan een normale armmanchet, vanwege de grotere afmetingen van een been. Soms wordt een beenmanchet ook wel gebruikt bij het meten van bloeddruk bij mensen met armen die zo dik zijn dat een normale armmanchet daar niet omheen past;
- als hulpmiddel om compressie aan het been toe te passen, bijvoorbeeld bij lymfedrainage.[1]

## Andere betekenis
Een andere, zelden gebruikte betekenis van 'beenmanchet' is die als benaming voor de harde buitenkant (cortex) van compact bot. Deze omsluit het binnenste, spongieuze gedeelte van botweefsel. Dit omsluit op zijn beurt het beenmerg.